# トーマス・アンドリューズ (造船家)
トーマス・アンドリューズ・ジュニア（Thomas Andrews, Jr., 1873年2月7日 - 1912年4月15日）は、アイルランド生まれの実業家・造船家。ベルファストにある造船会社ハーランド・アンド・ウルフの常務取締役兼設計部門部長。アンドリューズは遠洋定期客船タイタニック号の設計担当者だった。彼はタイタニック号の処女航海に同行し、1912年4月14日に船が氷山に衝突して沈没した事故で、亡くなった犠牲者のうちの1人である。

## 経歴

### 幼少期

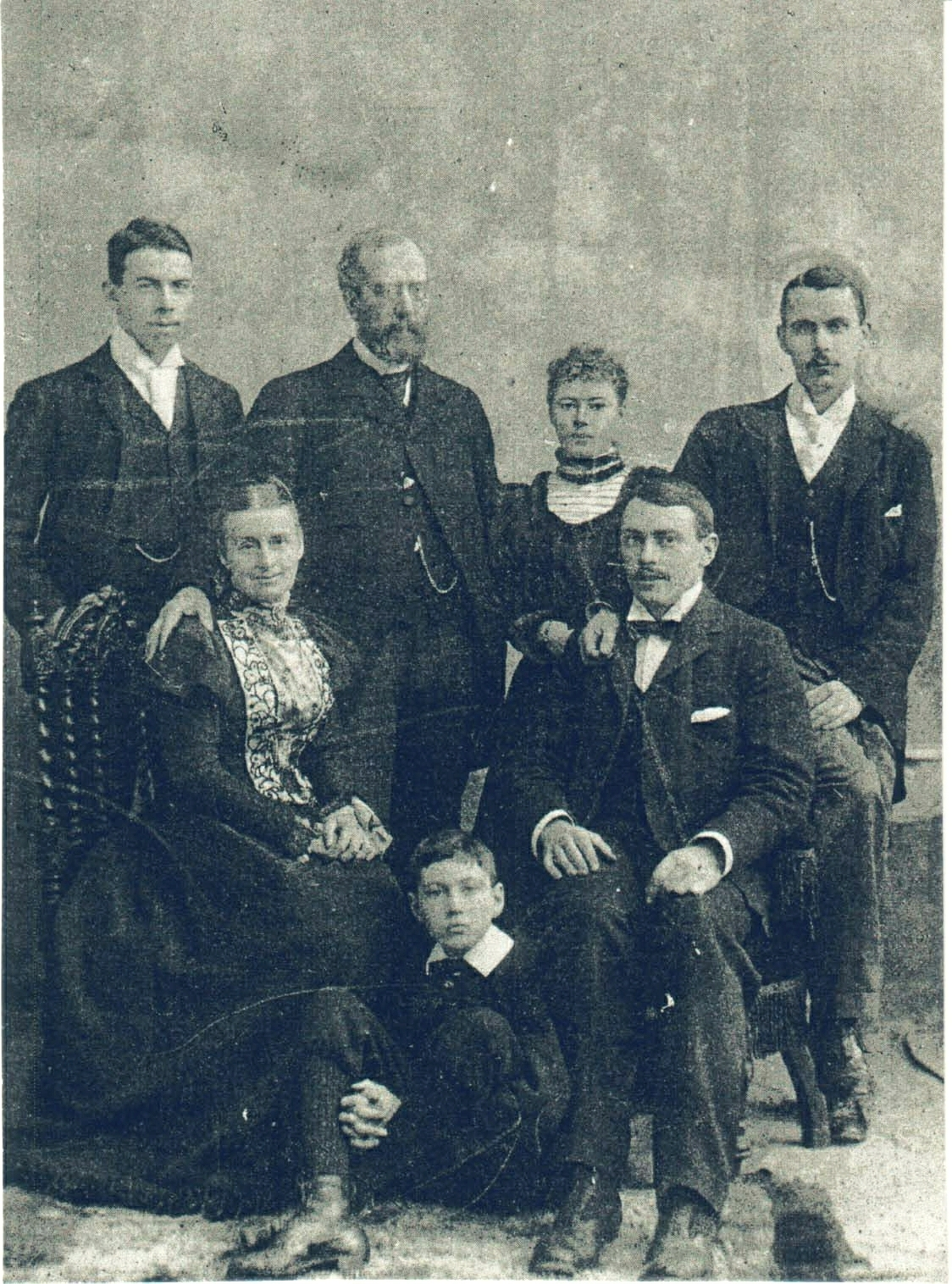
家族写真、1895年。右から2人めがトーマス。

トーマス・アンドリューズは、アイルランド北部、ダウン県コンバーのアルダラ・ハウスで、アイルランド枢密院のメンバーである父トーマス・アンドリューズと母エリザ・ピリーの間に生まれた。
弟はのちの北アイルランド首相J.M.アンドリューズであり、トーマス・アンドリューズの一家はコンバーのアルダラに住んでいた。1884年にアンドリューズはベルファスト王立アカデミーに入学、1889年には16歳で、伯父のピリー子爵がオーナーの一人であるハーランド・アンド・ウルフで、高級見習いとして働き始める。

### ハーランド・アンド・ウルフ
ハーランド・アンド・ウルフでは、アンドリューズは最初の3ヶ月間を指物師の店で、次いで1ヶ月間を家具職人の元で、さらに2ヶ月間を船の上で働いた。5年の見習い期間のうち、最後の18カ月は、製図室での勤務となった。アンドリューズは会社の様々な部門を苦労して勤めあげ、1901年に建設工事部の部長になった。同年、彼は王立造船技師協会のメンバーとなった。1907年、アンドリューズはハーランド・アンド・ウルフの常務取締役兼設計部門部長に任命された。見習い、実習、勤務で過ごした長い期間、アンドリューズは、社内でも造船所の従業員の間でも、よく好かれていた。

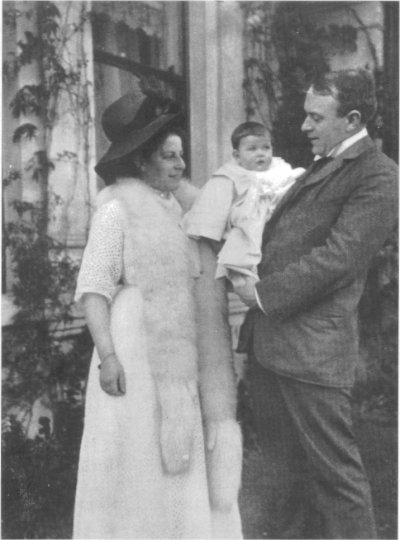
アンドリューズと妻ヘレン・バーヴァー、娘エリザベス・ロウ・バーヴァー・アンドリューズ。

1908年6月24日、アンドリューズはヘレン・ライリー・バーヴァーと結婚した。ヘレンは、ジョン・ドハーティ・バーヴァーの娘であり、ミルン・バーヴァーの姉である。2人の娘エリザベス・ロウ・バーヴァー・アンドリューズ（イニシャル ELBA ）は、1910年11月27日に生まれた。夫妻はベルファストウィンザー・アベニュー 12 の「Dunallan」に住んだ。
エリザベスが生まれる直前のある夜、アンドリューズが、タイタニック号を見せようとヘレンを連れてきたことがわかっている。トーマス・アンドリューズの死後、ヘレンはハーランド・アンド・ウルフ関係者のヘンリー・ピアソン・ハーランドと再婚し、1966年8月22日、北アイルランドで亡くなった。

### タイタニック号
1907年、アンドリューズは、ホワイト・スター・ラインの新しい大型外洋客船、オリンピック号設計の監督になった。オリンピック号と、その姉妹船タイタニック号は1909年に建造が開始され、ピリー子爵とジェネラルマネージャーのアレクサンダー・カーライスルがアンドリューズとともに設計を担当している。これまでに監督した他の船と同じく、オリンピック号とタイタニック号についても、アンドリューズが細部に至るまですべて把握し、最適に作動するよう整えていた。トーマスは救命ボートの数が足りないと主張したが会社の意見が通り最低限の数しか配置されなかった。
アンドリューズは、ハーランド・アンド・ウルフの従業員を代表して会社が建設した船の処女航海に同行し、船の航行を見守って、改善が必要な部分はすべて見つけ出した。タイタニック号もその例外ではなく、アンドリューズをはじめとするハーランド・アンド・ウルフの社員は1912年4月14日、タイタニック号の処女航海の出発地ベルファストからサウサンプトン間に乗船した。旅の間に、アンドリューズは自分が必要性を感じた改善点を記録している。しかし4月14日には、アンドリューズは友人に「タイタニック号は人類が作り上げたものとしては、ほぼ完璧に近い」と伝えている。
4月14日の午後11：40 、タイタニック号の右舷が氷山に衝突した。アンドリューズはその時、特別室で眠りに就いていたが、かろうじて衝突に気付いた。エドワード・スミス船長はアンドリューズに損傷調査の補助を依頼したが、アンドリューズは、最早なすすべはなく、タイタニック号は沈む運命にあることを理解していた。
乗客の避難が始まると、アンドリューズは救命胴衣を着けてデッキに上がるよう特別室の客に伝えて回った。のちに生還した者はアンドリュースが乗客の浮揚装置用にデッキチェアを海に投げ込んでいるのを目撃したと語っている。沈没までに間がないこと、救命ボートの数が足りないことを十分に承知していたアンドリューズは、嫌がる人々をせきたてて、できるだけ詰めて救命ボートに乗せようとした。船の乗客係ジョン・スチュワートによれば、アンドリューズが最後に目撃されたとき、彼は一等船室喫煙室の暖炉の上の絵『プリマス港』をじっと見つめていたという。これはプリマス海峡への入港場面が描かれた絵で、タイタニック号はその帰途でプリマスに寄港することになっていた。この絵については、テレビや映画の中で、誤ってニューヨーク港への入港場面だと伝えられることが多い。アンドリューズの遺体は発見されなかった。
4月19日、アンドリューズの消息を求めてニューヨークで生存者と話した妻の従弟から、アンドリューズの父の元に電報が届いた。父アンドリューズ卿は、コンバーの家のスタッフに電報を読み上げた。" INTERVIEW TITANIC'S OFFICERS. ALL UNANIMOUS THAT ANDREWS HEROIC UNTO DEATH , THINKING ONLY SAFETY OTHERS. EXTEND HEARTFELT SYMPATHY TO ALL." （タイタニック号の航海士と話した。アンドリューズは周囲の人の安全だけを考えて、英雄的な死を迎えたと誰もが言っている。皆に心から哀悼の意を表明する。）

## その他
災害についての新聞記事では、アンドリューズは英雄扱いを受けた。タイタニック号の客室係で、アンドリューズに説得されて救命ボートに乗り込んだメアリー・スローンは、のちの手紙に次のように記した。
「アンドリューズ氏は、運命に立ち向かう真のヒーローだ。大きな危険を認識しながらも、命がけでタイタニック号の女性や子どもを救った。彼だからこそ、できたことだ」
数年内には、アンドリューズの人生は記念に値すると考えた議会議員ホレス・プランケット卿の要望により、シアン・ブロック（Shan Bullock）著の簡単な伝記が出版された。
彼の故郷コンバーにはごく早い段階で、この街出身の唯一のタイタニックの犠牲者を記念する充実した施設が建設された。1914年1月には、トーマス・アンドリューズ・Jr.記念ホールが竣工された。建築はヤング・アンド・マッケンジーで、彫刻はソフィア・ロザムンド・プリーガーが担当した。ホールは現在、サウス・イースト教育委員会の管理で、アンドリューズ記念小学校が使用している。

## 登場する作品
- 1958年の映画『SOSタイタニック　忘れえぬ夜』では、トーマス・アンドリューズを演じたのはマイケル・グッドリフである。
- 1979年の『失われた航海』ではジェフェリー・ホワイトヘッドが、1997年の『タイタニック』ではヴィクター・ガーバーが、2012年の『愛と偽りの航海』ではスティーヴン・キャンベル・ムーアがアンドリューズ役を演じた。いずれも責任を取り、あえて避難せず船内に居残る描写がある。
- ブロードウェイでは、1997年の ミュージカル『タイタニック』が上演され、Michael Cerverisがアンドリューズ役を演じた。
- 2009年にフロリダ州オーランドで『Titanic the Experience』が上演され、Brandon R Watfordがアンドリューズ役を演じている。
- 2025年に宝塚歌劇団花組により、トーマス・アンドリューズを主役とした「儚き星の照らす海の果てに」というミュージカルが上演され、バウホール初主演の希波らいとがトーマスを演じる。オリジナルキャラクターとのドラマも交えつつ、ヘレンとの愛、男同士の信念のぶつかり合いや絆を描いた壮大なミュージカル・ロマンとなっている。